# Hahnenklee-Bockswiese
Hahnenklee-Bockswiese egy kerület (egykori falu) Goslar városában, mintegy 1200 lakossal. A város központjától körülbelül 16 kilométerre délre, egy magas fennsíkon, a Felső-Harz-hegységben, Alsó-Szászországban fekszik.

## Földrajza

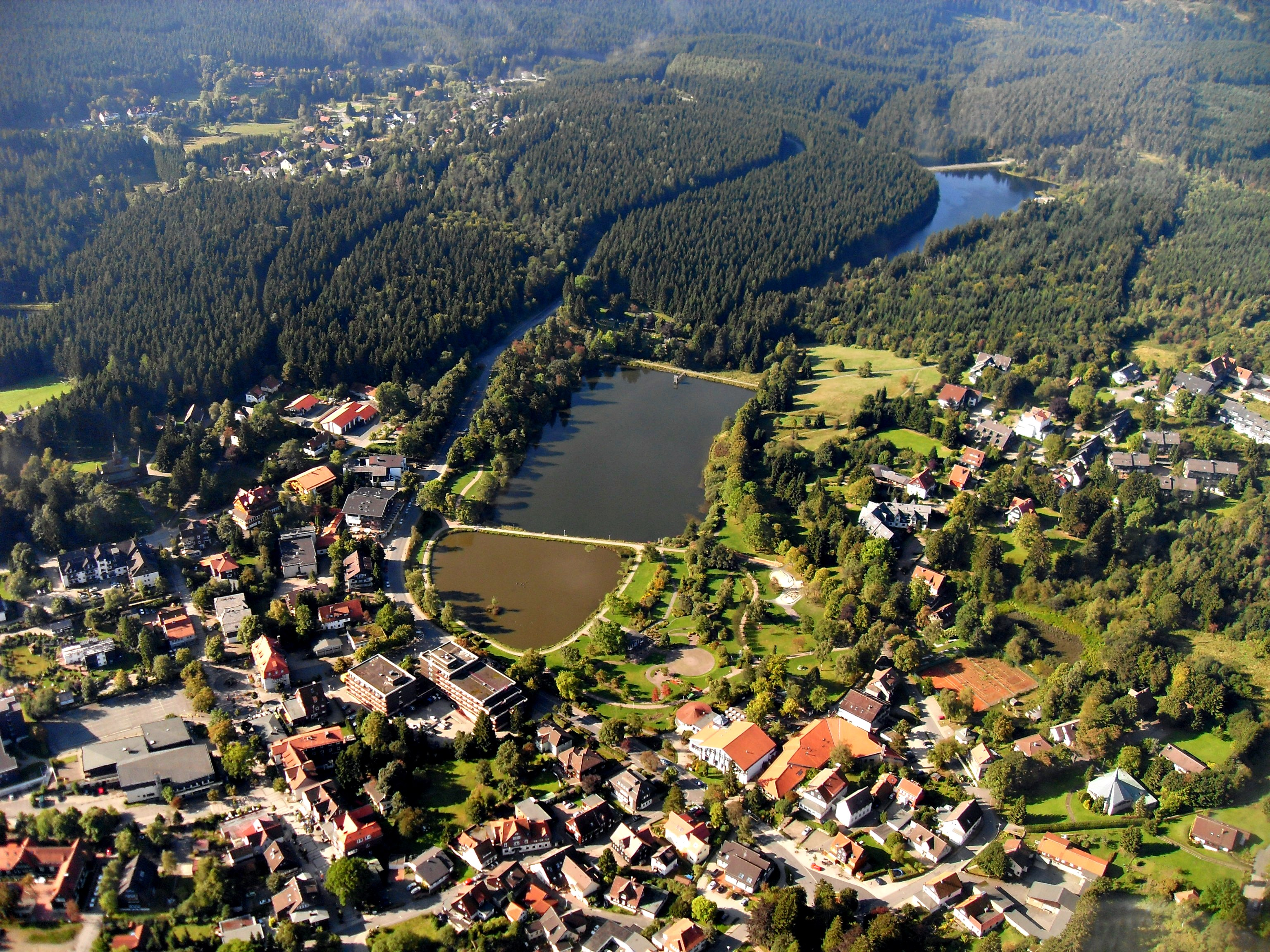
Hahnenkleer városközpontja fürdőkertekkel és két darvas tóval

Hahnenklee-Bockswiese egy kettősváros két magtelepüléssel, amelyek közül Hahnenklee mint zsáktelepülés a nagyobb, és ezért az ismertebb. A Bockswiese kerület (É 51° 51′, K 10° 20′) az összekötő úton fekszik, amely Kreuzecknél Clausthal-Zellerfeld és Goslar között leágazik a 241-es szövetségi autópályáról Lautenthalba. Innen egy körzeti út ágazik el északra, a Hahnenklee kerületbe, és ott ér véget. A zsáktelepülés-jelleg {az átmenő forgalom hiánya} turisztikai reklámként is használható. Bockswiese történelmi központja a Grumbachon található.

## Története
Az első települések Hahnenklee-ben (a fennmaradt dokumentumokban először 1569-ben szerepel) és Bockswiesében (1580-ban említik) a 16. században keletkeztek. Mindkét hely a bányászatban gyökeredzik, amely a Granetal felső részén és 1930-ig Grumbachtal felső részén működött. Úgy tartják, hogy a Herzog-Georg-Wilhelm-Stollen és a Hahnenkleer Stollen a középkorig nyúlnak vissza. A bányászat főleg az ércben gazdag Bockswieser-ér mentén folyt.
A korai bányásztelepülések, Hahnenklee és Bockswiese egymástól térben elkülönültek, a 19. század közepe óta egy politikai közösséget alkottak, amely a Bockswiese-Hahnenklee hivatalos nevet viselte. 1800 körül 100 ember élt Hahnenklee-ben, amely akkoriban közvetlenül a Goslarból Lautenthalba vezető katonai út mentén helyezkedett el. Abban az időben Bockswiese csak egy kőtelepi házból állt, amelyben 20 lakos élt. A 19. században a város a Hannoveri Királyság Zellerfeld hivatalához tartozott, amely 1866-tól Hannover porosz tartományhoz tartozott. 1885 óta Bockswiese-Hahnenklee a Zellerfeldi kerülethez tartozik. A 20. század elején Bockswiese-Hahnenklee-nek 491 lakosa volt, ebből 336-an Hahnenklee-ben éltek. Számos legenda kapcsolódik a Bockswiese és a Hahnenklee melletti Bocksberg környéki korábbi boszorkányüldözésekhdz.
A 19. század végén a turizmus egyre fontosabbá vált. Az államilag elismert gyógyhellyé való kinevezésre 1882-ben került sor. 1900-ban 5676 fürdővendéget számoltak össze. A bányászat leállítása után a turizmus – az erdőgazdálkodáson kívül – szinte az egyetlen bevételi forrás lett a faluban.
1935 júniusában Bockswiese-Hahnenklee önkormányzati tanácsa úgy döntött, hogy megfordítja a korábbi helynevet, mivel Hahnenklee népessége meghaladja Bockswieséét. Ettől az évtől kezdve a közösségnek saját címere van, amelyet Gustav Adolf Closs berlini heraldikus tervezett.
A második világháború késői éveiben a Kinderlandverschickung keretein belül számos kiírásra került sor. Ezenkívül a robbantás által különösen veszélyeztetett városokból származó várandós nőknek nagyrészt zavartalan szülést ajánlottak fel egy szülőszobává átalakított Hahnenkleer szállodában. Ez azokban az években különösen magas születési számhoz vezetett ebben a kis közösségben. Több mint 3600 gyermek született a náci „Anya és Gyermek Segélyszervezet” által elkobzott turisztikai létesítményekben (Kurhaus Bockswiese – szülőotthon, Haus Maria – szülőotthon, Hotel Waldgarten – szülőotthon, Haus Niedersachsen – lábadozó, Haus Rische – lábadozó otthon, Hotel Hahnenkleer Hof – ápolók – lábadozóotthon, Hotel Deutsches Haus – lábadozó otthon). A Hotel Waldgarten szülőotthonának egy külön részében volt a Lebensborn nevű szülészet, a „fajtiszta árják tenyésztésének” hírhedt náci intézménye. Helene (Leni) von Radziewski a Waldgarten-ház dokumentált felettese volt.
A háború végén a hely megtelt menekültekkel, főleg Kelet-Németországból. Nem sokkal a háború vége után 18 lett csecsemő és kisgyermek halálhíre került az országos hírlapok címlapjára. A Nemzetiszocialista Népjóléti Alapítvány (NSV) „Victoria” anyaotthonában haltak meg. A halál pontos körülményeit soha nem tisztázták. A több mint 100 életben maradt gyermek a világ minden táján szétszóródott.
Hahnenklee-Bockswiese 1946 óta Alsó-Szászország tartományhoz tartozik. Az 1950-es évektől a turizmus ismét fellendült, és valószínűleg az 1970-es években érte el csúcspontját. Észak-Németországból, Észak-Rajna-Vesztfáliából, Berlinből, Dániából, Hollandiából és Dél-Svédországból számos vendég nyaralt az elismert gyógyhelyen. Ez idő alatt sok új szálloda épült, ennek megfelelően magas vendégágyszámmal. Az 1980-as évek végén a turizmus terén hatalmas lefelé tartó tendencia indult meg, amelynek sokféle oka volt. A turizmus a 2010-es évek közepe óta némileg fellendült, ebben szerepet játszottak a Bocksbergben végrehajtott jelentős beruházások és a város arculatának megújulása.
Az általános alsó-szászországi regionális reform részeként a Zellerfeldi járás megszűnt. Hahnenklee-Bockswiese önkormányzatát ezzel feloszlatták. 1972. július 1-jén a Goslar-körzethez csatlakozott, és beépült a szomszédos Goslar városba. 

## Vallások
Hahnenklee nevezetessége az evangélikus Gustav Adolf-templom, amelyet 1907–2008-ban építettek, és ritka dongatemplomnak terveztek. 1928-ban épült egy kis katolikus fatemplom, amelyet 1975-ben a Josef Fehlig által tervezett Havas Szűz Mária templom váltott fel, amely ma a Clausthal-Zellerfeldi Szent Miklós-plébánia fióktemploma.

## Kultúra és látnivalók

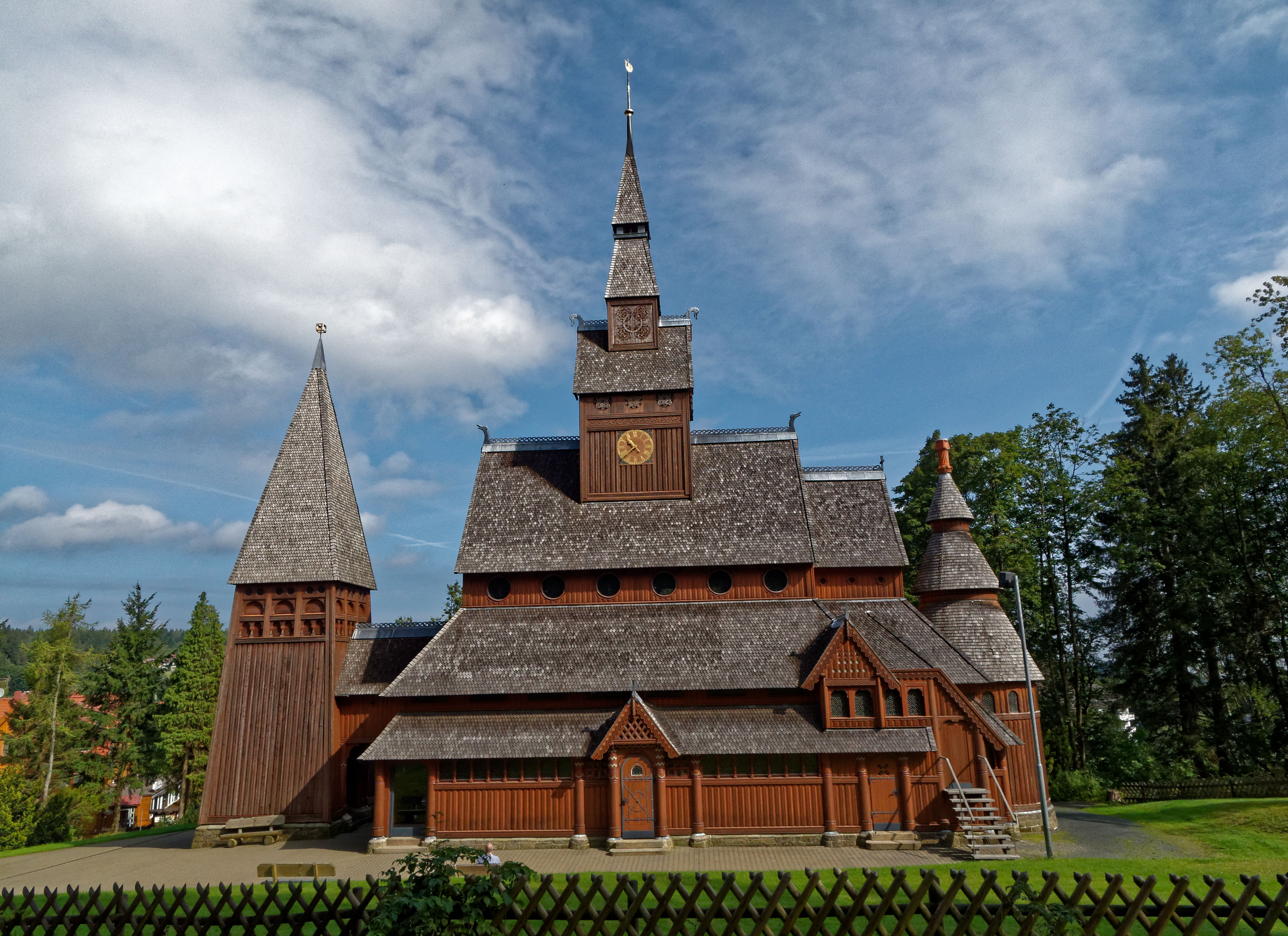
A Gustav Adolf-templom

Lenyűgöző nevezetessége a fából készült skandináv Gustav Adolf pálcás templom harangjátékkal. Szintén érdemes megnézni a Felső-Harzi Vízi Regale különböző épületeit (tározóit és árkokat), vagy a Berlini Operett alkotójának, Paul Linckének a sírját. A felvonó a 726 méteres magasságba viszi fel a látogatókat a Bocksbergre. Különleges játszótér a gyerekeknek a felső raftingtónál található vízi játszótér.

### Sport
A túrázás és a téli sportok nagyon fontosak a környéken. A prémium túraútvonal címet elnyert Liebesbankweg a Harz-hegységben és Alsó-Szászországban Hahnenklee-ben található; Többek között 25 egyéni, fából készült szerelmi pad található az útvonalon. Egy másik jól ismert túraútvonal az Oberförster-Müller-Weg.
A Hahnenkleer felvonótársaság 2007 óta üzemeltet egy kerékpárparkot Hahnenklee-ben, amely számos downhill-, freeride-, északi-parti és egyetlen pályát kínál a Bocksberg körül. 2012 nyarán a Bocksberg felvonónál nyílt meg a BocksBergBob nevű, 1250 m hosszú sínvezetésű nyári bobpálya.
Az 1970-es évek elejéig bob- és szánkópálya működött a Bocksbergen. Többek között ott rendezték meg az 1955-ös szánkóhajtó Európa-bajnokságot.

### Rendszeres események
A Walpurgis Fesztivál minden év április 30-án több ezer látogatót vonz.

## Gazdaság és infrastruktúra
Hahnenklee egy üdülőváros, és elsősorban a turizmus alakítja. A kerületben évente mintegy 110 000 vendég fordul meg, 450 000 vendégéjszakával. Egy ifjúsági szálló a Bockswiese kerület déli szélén található.

### Közlekedés
A város közúton a közeli 241-es szövetségi főúton keresztül érhető el.
A helyi tömegközlekedésben Hahnenklee a Zweckverband Großraum Braunschweig részeként csatlakozik Goslarhoz és Clausthal-Zellerfeldhez a 830-as buszvonallal, a Braunschweig regionális busszal.

### Oktatás
Hahnenklee-nek saját általános és középiskolája volt, amelyet az 1970-es években tanulóhiány miatt bezártak. Az egykori iskola épületét ma óvodaként használják, és különböző klubok otthonaként szolgál.

## Személyiségek

### A hely fiai és lányai
- Wilhelm Ripe (1818–1885), festő és grafikus
- Hans Ludwig Schoenthal (1923–2002), politikus (SPD)
- Schlaugat Éva (1943) politikus (SPD)
- Jürgen Wolter (született 1943), jogtudós
- Reinhold Baumstark (született 1944), művészettörténész
- Jürgen Gansäuer (született 1944), politikus (CDU)
- Manfred Pesditschek (1944–2015), politikus (SPD) és az alsó-szászországi tartomány parlamenti képviselője
- Hans-Georg Wenzel (1945–1999), geodézus, geofizikus és egyetemi oktató
- Dünhaupt Angelika (* 1946), szánkóművész, múzeumpedagógus

### A helyhez kapcsolódó személyiségek
- Itt halt meg Heinrich Zimmer (1851–1910), indológus és keltakutató
- Itt halt meg Paul Lincke (1866–1946) zeneszerző, színházi karmester
- Itt halt meg Ernst Degenhardt (1877–1950), üzletember és politikus (DDP, CDU)
- Hans Mühle (1897–1973), lelkész és író, a kockatemplomban dolgozott lelkészként.
- Ernst Mangold (1879–1961) orvos, fiziológus és táplálkozási szakértő itt halt meg nyaralása közben.
- Hans-Georg Jaedicke (1911–2000) orvos, közel 50 évig dolgozott Hahnenklee-ben, és itt halt meg.
- Justus Teicke (* 1960), vízépítő mérnök és író, Hahnenklee-ben nőtt fel
- Henning Ziebritzki (született 1961), lelkipásztor és író, a kockatemplomban dolgozott lelkészként.

## Apróságok
1960-ban Hahnenklee volt az „Acélháló, 13. évad” című krimi külső felvételeinek helyszíne.

## Fordítás
- Ez a szócikk részben vagy egészben  a   Hahnenklee-Bockswiese című német Wikipédia-szócikk ezen változatának fordításán alapul.  Az eredeti cikk szerkesztőit annak laptörténete sorolja fel. Ez a jelzés csupán a megfogalmazás eredetét és a szerzői jogokat jelzi, nem szolgál a cikkben szereplő információk forrásmegjelöléseként.